# Al-Aszraf Chalil

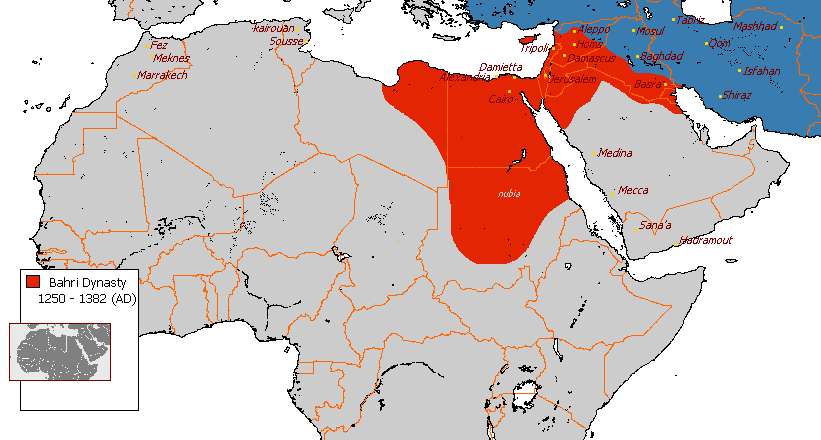
Imperium mameluków

Al-Aszraf Chalil, imię królewskie: Al-Malik al-Aszraf Salāh al-Dīn Chalil ibn Qalawūn , arab.الملك الأشرف صلاح الدين خليل بن قلاوون; ur. 1262 w Kairze, zm. 14 grudnia 1293 w Kom Turuga) – sułtan mamelucki w Egipcie, od 1290 do zamachu na niego w 1293.
Najbardziej znany z podboju ostatniego państwa krzyżowego w Palestynie wraz ze zdobyciem Akki w 1291.